# Keolis
Keolis — французская компания, управляющая городским, пригородным и междугородним транспортом. Работает в 13 странах мира.

## История
Старейшим предшественником является компания Société des Transports Automobiles (STA, «Общество автомобильного транспорта»), основанная в 1908 году. С 1919 года она начала осуществлять междугородние автобусные рейсы через дочернюю компанию STGD. В конце 1960-х годов STA и STGD были поглощены судоходной компанией Compagnie de Navigation Mixte и в 1971 году реорганизованы в новую компанию Générale de Transport et d’Industrie (GTI), работающую под брендом VIA. В 1981 году был поглощён оператор городского транспорта Transexel. В 1983 году компания запустила первое в мире полностью автоматическое лилльское метро.
С середины 1990-х годов VIA GTI начала расширять деятельность в другие страны, в частности в Великобритании сформировала совместное предприятие по управлению железнодорожной линией Thameslink, получила концессии на управление пригородными поездами Стокгольма и двумя региональными железными дорогами в Германии.
В 1999 году компания SNCF приобрела 44 % акций VIA GTI, став её ключевым акционером, после чего объединила VIA GTI со своей автобусной дочерней компанией Cariane, создав группу VIA Cariane. В апреле 2001 года VIA Cariane была переименована в Keolis. В 2002 году был куплен канадский автобусный оператор Orléans Express. В 2007 году была поглощена датская компания City-Trafik. В 2009 году в Австралии было создано совместное предприятие Keolis Downer, его первой концессий стало обслуживание трамвайной сети Мельбурна Yarra Trams. С 2010 года Keolis стала оператором пригородного сообщения Virginia Rail Express в США. В 2012 году была полностью поглощена нидерландская компания Syntus (VIA GTI была одним из трёх её соучредителей в 1999 году).
В конце 2021 года была продана дочерняя компания в Германии Keolis Deutschland, работавшая под брендом Eurobahn.

## Собственники
Владельцами компании являются французский национальный железнодорожный оператор SNCF (70 %) и канадский пенсионный фонд Caisse de dépôt et placement du Québec (30 %).

## Деятельность
Оборот компании за 2023 год составил 7 млрд евро, за год было перевезено 3,2 млрд пассажиров. Основными видами транспорта являются метрополитен (9 сетей метрополитена в 6 странах), трамвай (29 сетей общей протяженностью около 1 тыс. км) и автобусный (29 тыс. автобусов), а также троллейбусы, фуникулёры, речные и морские суда. Кроме этого, компания управляет автостоянками, предоставляет транспорт на заказ, обслуживает парк из 3450 машин скорой помощи.
Во Франции компании принадлежит 40 % транспортного рынка в городском секторе и 20 % в междугородном. Компания управляет метрополитенами Лилля и Ренна, трамвайной системой в городе Анже и другими транспортными сетями.
Компании принадлежит сеть пунктов проката под названием Station Oxygene, где можно арендовать экологические виды транспорта: электромобили, велосипеды, самокаты, скутеры. Компания также занимается прокатом автомобилей.
На зарубежные операции приходится 47 % оборота компании. Компания является эксплуатантом метрополитенов Дубая, Хайдарабада, одной из линий Шанхайского метрополитена, входит в совместное предприятие RKH Qitarat, управляющее метрополитеном Дохи, эксплуатирует лёгкое метро в Манчестере, Ноттингеме и лондонском районе Доклендс.